# JazzEwoLucJe
 JazzEwoLucJe – pierwszy płyta duetu Bohater & Styla. Szósty album autorski gitarzysty Ryszarda Styły (z wyjątkiem wydawnictwa DVD). 

## O albumie
Projekt „Bohater & Styla” śmiało można nazwać nowatorskim i nie dotyczy to tylko polskiej sceny muzycznej. Duet słynie z żywiołowych występów, a moment gitarowego pojedynku z najprawdziwszą wiertarką i wokalem „Bohatera” jest przyjmowany entuzjastycznie przez publiczność. Dzięki połączeniu wieloletniego doświadczenia krakowskiego gitarzysty z energią i pomysłowością nowohuckiego wokalisty, rapera i performera, muzykom udało się stworzyć indywidualny styl w którym łączą się elementy jazzu, rapu oraz mocne teksty autorstwa „Bohatera”. Tak mówią o sobie: Inspiruje nas zaskakujące i nieprzewidywalne przeżywanie chwil na naszej planecie czyli życie. Gramy po swojemu, najlepiej jak umiemy, mimo kryzysu i ogólnego zastoju.

## Lista utworów
1. Ar Buz
2. Druga szansa
3. Modlitwa
4. Słodkie M
5. Po co ci to (sam sobie odpowiedz)
6. Uważaj
7. Po trzecie
8. Najlepszy czas
9. Przejście

## Obsada
- Richard Felix Styla – gitara, kompozycje z wyjątkiem utworu Ar Buz (Miles Davis)
- Paweł Bohater – teksty, wokal, Nord C1, Yamaha DX7, instrumenty perkusyjne, produkcja, nagranie, mix

## Gościnnie
- Mr. Krime – gramofony

## Personel
- Nagrań dokonano w Projektowni
- Mastering: Soundprove, Michał Wójcik
- Druk i tłoczenie: medfiapixel.com.pl
- Projekt okładki: Marta Kurek-Stokowska
- Foto: Jacek Matuszek, Kasia Dróżdż (mewa)